# Оселедниця

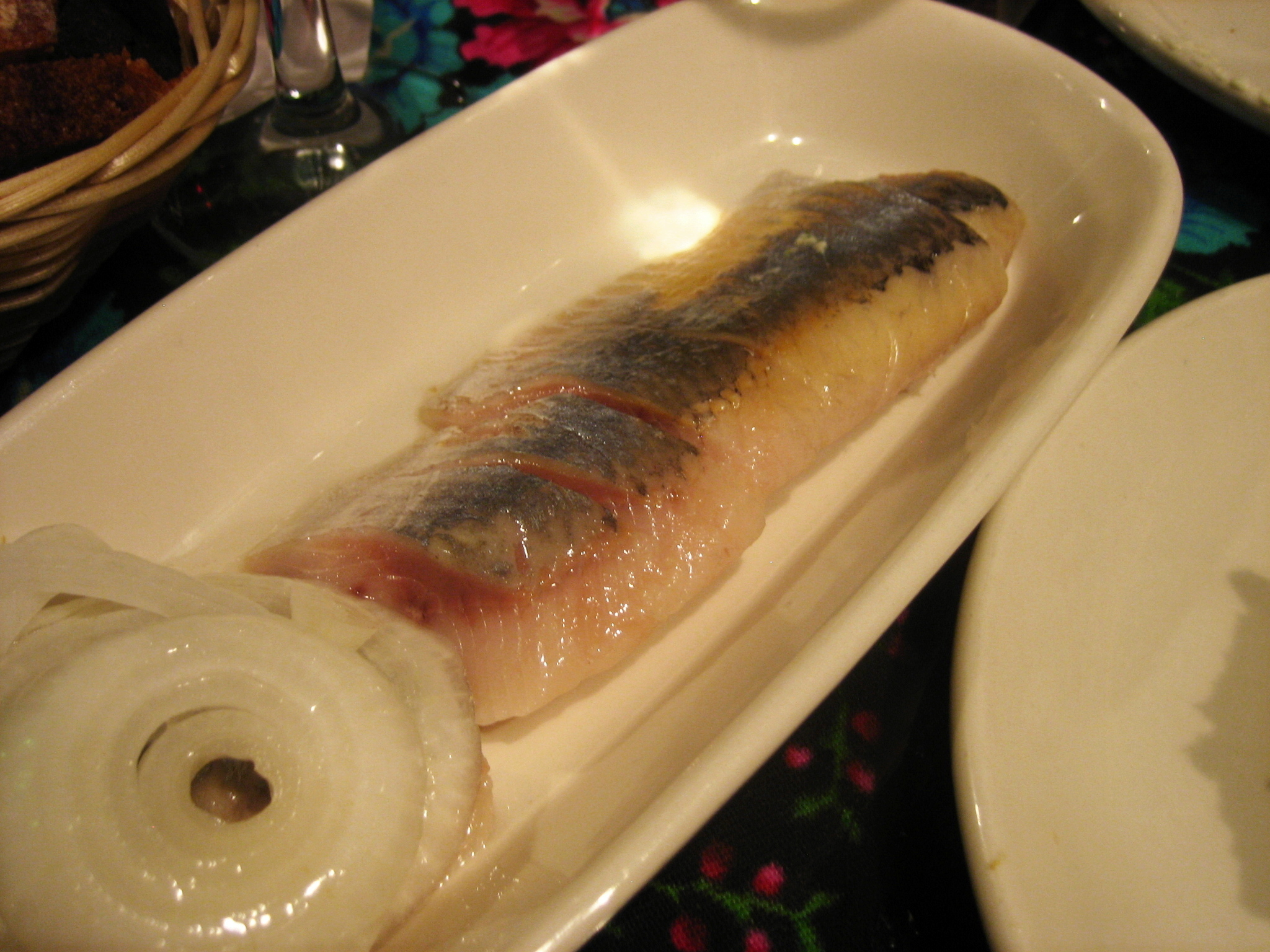
Філе солоного оселедця, сервіроване з ріпчастою цибулею в оселедниці

Оселедниця — предмет столового посуду з порцеляни, фаянсу та скла для сервірування оселедця. Може мати форму як овалу, так і витягнутого багатогранника або прямокутника з округленими лініями, а також складну скульптурну форму у вигляді риби. Оселедниці бувають глибокі (з високими бортами для оселедця з гарніром і приправами) і дрібні (з невисокими бортами для оселедця без гарніру). Оселедниці надходять у продаж як штучно, так і в складі столових сервізів. Порційні оселедниці продаються наборами з шести штук разом з одною великою оселедницею. В оселедницях подають не тільки оселедець, а й іншу рибну гастрономію: шпроти, консервовану сайру, сардини.